# Hrvoje Jurić
Hrvoje Jurić (Bihać, 1975. – živi u Zagrebu), hrvatski je književnik, filozof i anarhist.

## Životopis
Rođen je 1975. u Bihaću, gdje je završio osnovnu školu i gimnaziju. Od 1993. do 1998. studirao je filozofiju i komparativni studij hrvatske kulture na Hrvatskim studijima u Zagrebu, gdje je diplomirao s radom na temu "Praktična filozofija i filozofijska hermeneutika Hans-Georga Gadamera”. 1998. je upisao poslijediplomski studij iz filozofije na Filozofskom fakultetu u Zagrebu, gdje dovršava doktorski rad pod naslovom “Etika odgovornosti Hansa Jonasa”. Od 2000. zaposlen je na Odsjeku za filozofiju Filozofskog fakulteta, najprije kao znanstveni novak na projektu “Bioetika i filozofija”, a potom i kao mlađi asistent, odnosno asistent na Katedri za etiku. Pomoćni je urednik časopisa "Filozofska istraživanja" i njegova međunarodnog izdanja "Synthesis philosophic", te administrativni tajnik Hrvatskog filozofskog društva i glavni tajnik međunarodnih znanstveno-kulturnih manifestacija Lošinjski dani bioetike i Dani Frane Petrića, a suradnik je i nekolicine drugih znanstvenih i kulturnih projekata. Potpisnik je Deklaracije o zajedničkom jeziku, u kojoj se tvrdi da se u Hrvatskoj, Bosni i Hercegovini, Srbiji i Crnoj Gori govore nacionalne standardne varijante zajedničkog policentričnog standardnog jezika.
Pjesme je počeo pisati u devetoj godini i vrlo rano skrenuo na sebe pažnju i čitalaca i književne kritike. Vjerojatno je najmlađi hrvatski pjesnik s objavljenom knjigom s 13 godina života, kojeg je otkrio Tomislav Dretar te uredio i objavio njegovu prvu knjigu Moje prve pjesme, Bihać, 1989. Sudjelovao je na književnim manifestacijama Goranovo proljeće u Lukovdolu, Bihaću i Zagrebu. Za zbirku pjesama Nominativ dobio 1998. Goranovu nagradu za mlade pjesnike.
Znanstvene i stručne članke, te prijevode s njemačkog i engleskog jezika objavljivao je u znanstvenim zbornicima, te časopisima Filozofska istraživanja, Synthesis philosophica, Scopus, Prilozi za istraživanje hrvatske filozofske baštine, Studia historiae philosophiae Croaticae, Politička misao, Socijalna ekologija, Quorum, Reč, Akt, Treća, Vijenac i Zarez, kao i na Trećem programu Hrvatskog radija gdje je stalni suradnik, a jedno je vrijeme bio suradnik i u znanstveno-obrazovnom programu Hrvatske televizije. Sudjelovao je na velikom broju domaćih i međunarodnih filozofskih simpozija i održao niz javnih predavanja o filozofijskim i znanstvenim temama, a među njima i predavanje [neaktivna poveznica] na Trećem Anarhističkom sajmu knjiga u Zagrebu na temu "Anarhija i obrazovanje". 
Član je Hrvatskog filozofskog društva i Hrvatskog bioetičkog društva. Područja interesa su mu također i: praktička filozofija, etika, bioetika, filozofijska hermeneutika i feministička teorija.
O Juriću su pisali: Tomislav Dretar, Husein Dervišević, Rizo Džafić, Vladimir Reinhofer, Ismet Bekrić, Josip Osti, Ranko Risojević i dr.